# CM-32 Yunpao
Der CM-32 Yunpao (chinesisch 雲豹裝甲車, Pinyin Yúnbào Zhuāngjiǎchē – „Nebelparder-Panzer“) ist eine achträdrige (8×8) Fahrzeugplattform aus taiwanischer Produktion. Der Radpanzer ist eine Weiterentwicklung des CM-31.

## Geschichte
Im Zuge einer Militärreform im Jahr 2001 beschlossen die Streitkräfte der Republik China eine Truppenreduzierung, wobei dies mit einer deutlichen Mobilitätserhöhung der verbleibenden Truppen einhergehen sollte. Dies führte innerhalb des Militärapparates zu einem Ende der Diskussion, ob die Panzer der nächsten Generation Rad- oder Kettenfahrzeuge sein sollten. Da die Mobilität uneingeschränkte Priorität besaß, entschied man sich für einen Radpanzer. Auf Schwimmfähigkeit wurde verzichtet, da Taiwan über eine sehr gute Infrastruktur verfügt.
Die Entwicklung des CM-32 wurde vom irischen Unternehmen Timoney Technology Limited of Ireland im Jahr 2002 begonnen. Der Betrieb kann Erfahrungen im Militärfahrzeug- und Schwermaschinenbau vorweisen, unter anderem wurde das Terrex-Projekt begleitet. Weiterhin waren verschiedene taiwanische Unternehmen (wie zum Beispiel China Steel) und Universitäten an der Entwicklung beteiligt. Der erste Prototyp, genannt P0, wurde am 30. September 2002 fertiggestellt. Er diente als Testplattform für das Fahrwerk, die Lenkung und den Einbau von Komponenten. Sowohl P0 als auch der zweite Prototyp P1 waren mit einem Caterpillar-C9-Dieselmotor mit 400 PS ausgerüstet. P1 wurde ab dem 30. Dezember 2003 für Waffen- und Motortests verwendet, die Entwicklung dazu war am 15. Juni 2004 abgeschlossen. Am 30. August 2004 wurde der dritte Prototyp P2 für Betriebstests fertiggestellt. Ende 2004 begann die Arbeit an Prototyp P3, welcher anders als P0 bis P2 dem Serienstandard entsprach und mit dem die Produktionsabläufe, Wartung und Logistik erprobt wurden sowie ein neuer Caterpillar-C12-Dieselmotor mit 450 PS. Die Arbeit dazu war 2005 abgeschlossen, nebenbei erhielt P3 auch ergonomische Verbesserungen. 2007 konnte mit der Serienproduktion begonnen werden. Einziger Nutzer des Fahrzeugs sind die taiwanischen Streitkräfte, die ursprünglich 600 CM-32 bestellten.
Die Produktion begann im Jahr 2007. Auf lange Sicht sollen 1.400 dieser Fahrzeuge in der Armee eingesetzt werden.
Im Jahr 2015 wurde ein erster Prototyp mit montiertem Turm gesehen. Das Modell wurde dann 2017 der Öffentlichkeit vorgestellt.
Im Jahr 2019 wurden 17 Fehler im System identifiziert und behoben. Auch wurde festgestellt, dass das Fahrzeug alle zwei Wochen für 5 km bewegt werden müsste, um es instand zu halten.

## Technik
Alle Systeme des Radpanzers sind komplett digital und verwenden SAE J1939 als Netzwerkprotokoll, Global Positioning System ist vorhanden.

### Mobilität
Die Fahrzeugplattform wird von einem zivilen Caterpillar-C12-Dieselmotor mit 450 PS angetrieben, welcher auch in Lastkraftwagen zum Einsatz kommt. Das Getriebe von Allison Transmission besitzt 6 Vorwärtsgänge und einen Rückwärtsgang. Motor und Getriebe sind zu einer Einheit verbunden und können zusammen aus dem Fahrzeug gehoben werden. Das Fahrzeug besitzt einen permanenten Allradantrieb und kann von 0 auf 32 km/h in acht Sekunden beschleunigen, der Bremsweg von 70 km/h auf 0 beträgt 35 Meter. Der maximale Neigungswinkel beträgt 60°, der Böschungswinkel 30°, die Grabenüberschreitfähigkeit 2 m und die Kletterfähigkeit 0,7 m. Run-Flat-Reifen von Michelin vom Typ X395/85 R20XML, Reifendruckregelanlage und Antiblockiersystem sind vorhanden. Der mittlere Winkelspiegel des Fahrers kann durch ein Wärmebildgerät für die Fahrt bei schlechter Sicht oder nachts ersetzt werden. Der Panzer verfügt über ein elektronisches Gaspedal, eine Zentralverriegelung sowie eine Heckkamera für die Rückwärtsfahrt. Der Wenderadius beträgt 11 Meter.

### Schutz
Alle Versionen besitzen einen ABC-Schutz, eine Brandunterdrückungsanlage für Kampf- und Motorraum ist Standard. Die Fahrzeuge besitzen einen V-förmigen Unterboden gegen Minenexplosionen und Sprengfallen. Der Minenschutz ist mit bis zu 12 kg TNT unter der Wanne (STANAG 4569 Level Vb) sehr hoch. Sitze sind am Fahrzeugdach oder an der Seitenwand befestigt und gut gepolstert. Die Grundstruktur des Panzers ist aus Panzerstahl gefertigt, darauf werden modulare Panzerplatten befestigt. Während die Prototypen noch über eine modulare Verbundpanzerung aus Keramik und Stahlblech verfügten, sind die Serienfahrzeuge nur mit Panzerstahlplatten ausgerüstet. Die Panzerung kann seitlich in 20 m Entfernung explodierenden 155-mm-Artilleriegranaten standhalten sowie 12,7-mm-Munition auf 1.000 Metern, frontal schon auf 200 Metern. Das Innere des Fahrzeugs ist mit Kevlarmatten als Spall-Liner ausgekleidet. Eine Nebelmittelwurfanlage mit 2 × 6 66-mm-Bechern ist vorhanden.
Der CM-32 Yunpao verfügt über diverse Maßnahmen, die seine Entdeckungswahrscheinlichkeit herabsetzen sollen. Dazu zählen ein Digitaltarnmuster, ein Schalldämpfer für den Motor und Gummischürzen an der Oberseite der Radkästen, welche Staubaufwirbelungen niedrig halten sollen. Das Fahrzeug ist mit zwei separaten Stromkreisläufen ausgestattet, der eine für das Fahrzeug (Motor, Armaturenbrett, Bordcomputer usw.) und der andere für den Waffeneinsatz (Turmdrehung, Feuerleitung, Sichtsysteme usw.). Der Stromkreislauf für den Waffeneinsatz ist mit einem weiteren Akkumulator ausgestattet, um lange in Lauerstellung (Silentwatch) verharren zu können, ohne den Motor laufen zu lassen.

### Versionen

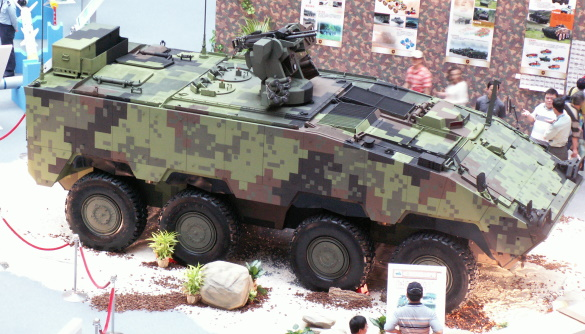
Schützenpanzer-Version

Die Fahrzeugplattform ist in verschiedenen Versionen verfügbar:
- Infantry Fighting Vehicle (IFV)

Schützenpanzer mit 6 Mann Infanterie und 20-mm-Maschinenkanone und Maschinengewehr 7,62 x 51 mm NATO als Koaxialwaffe im 2-Mann-Turm.
- Armored Personnel Carrier (APC)

Schützenpanzer mit 9 Mann Infanterie und fernbedienbarer Waffenstation. Die Waffenstation trägt einen automatischen Granatwerfer im Kaliber 40 mm und ein Maschinengewehr in 7,62 × 51 mm NATO
- Fire support vehicle (FSV)

Jagdpanzer mit 105-mm-Zugrohrkanone und Maschinengewehr 7,62 × 51 mm NATO als Koaxialwaffe im 2-Mann-Turm.
- Mortar Carrier (MC)

Panzermörser mit 120-mm-Mörser und Maschinengewehr 7,62 × 51 mm NATO als Koaxialwaffe im 2-Mann-Turm.
Geplante Versionen:
- ABC-Spürpanzer
- Flugabwehrpanzer